# Terra 3
Terra 3 è un universo alternativo immaginario ambientato nell'Universo DC. È la Terra di una realtà alternativa nel multiverso DC. Comparve per la prima volta in Justice League of America n. 29 (1964).

## Storia di pubblicazione

### Pre-crisi
Nella storia, è un'immagine speculare della Terra che conosciamo. Su Terra 3, Cristoforo Colombo era un americano che scoprì l'Europa; l'Inghilterra (una colonia americana) vinse la libertà in una forma alternativa della Guerra d'indipendenza americana (dove Washington arrese la sua spada a Cornwallis); il presidente John Wilkes Booth fu assassinato dall'attore Abraham Lincoln; e Lex Luthor (qui chiamato Alexander Luthor) è il solo supereroe su una Terra altrimenti occupata interamente dai super criminali, molti dei quali sono versioni malvagie alternative dei più grandi eroi della DC. La versione alternativa della Justice League of America di Terra 3 è il Sindacato del Crimine d'America.
Terra 3 fu distrutta da un'onda di anti-materia nella scena d'apertura di Crisi sulle Terre infinite. Il solo sopravvissuto è il figlio di Alexander Luthor e di Lois Lane Luthor, Alexander Luthor Jr..

### Terra anti-materiale
Nella continuità post-Crisi e pre-52, il multiverso si fuse in un singolo universo. La maggior parte della storia di Terra 3 sopravvisse nella forma di una simile Terra anti-materiale di JLA: Earth 2 nell'universo anti-materiale di Qward. Ci furono alcune eccezioni, naturalmente: alla fine della loro re-introduzione, l'"Amerika" lanciò un attacco nucleare a Londra, contro il movimento di indipendenza britannica.
In Superman/Batman Annual n. 1, tre membri del Sindacato del Crimine d'Amerika - Ultraman, Superwoman ed Owlman - comparvero sulla Terra principale, insieme ad un doppio anti-materiale senza nome di Deathstroke assoldato per proteggere Bruce Wayne. La storia prese probabilmente luogo alla prima volta in cui Superman e Batman scoprirono le proprie rispettive identità ed incontrarono il Superman, il Batman ed il Deathstroke anti-materiale. Si deve notare però, che questa storia fu narrata da Mister Mxyzptlk e che, quindi, potrebbe essere falsa.
Nonostante il ritorno del multiverso DC e la creazione di una nuova Terra 3, la Terra anti-materiale esisteva ancora su Qward, agendo da microcosmo invertito della Nuova Terra.

### Nuovo Multiverso
Nel numero finale di 52, fu rivelato un nuovo multiverso, originariamente consistente di 52 realtà parallele. Tra tutte queste realtà parallele ce n'è una designata come "Terra 3". Come risultato del "mangiare" di questa realtà di Mr. Mind, prese l'aspetto visivo della Terra 3 pre-Crisi. Il nome delle analogie del Sindacato del Crimine di Terra 3 fu rivelato essere Società del Crimine d'America. I membri della Società del crimine sono considerati come le versioni malvagie degli eroi di Terra 2, agendo da nuove controparti della Golden Age della Terra anti-materiale. Un eroe noto come Jokester opera in quest'universo, come fecero successivamente l'Enigmista, Tre Facce (Evelyn Dent), e Duela Dent.
In Countdown n. 31, la versione di Zatanna (Annataz Arataz) di questo mondo fu utilizzata da Superman-Prime per tenere sotto controllo Mr. Mxyzptlk.
Basato su un commento di Grant Morrison, questo universo alternativo non è la Terra 3 pre-Crisi.

## Personaggi
| Nuova Terra    | Terra 3              | Note |
| -------------- | -------------------- | --- |
| Batman         | Owlman               | Thomas Wayne Jr. nacque con un'intelligenza ed una limitata abilità mentale super umane. Sviluppò dei dispositivi artificiali per incrementare le sue abilità mentali, tra cui gli occhi da gufo sul suo elmetto da lui utilizzati per concentrarsi sui suoi obiettivi. |
| Flash          | Johnny Quick         | La maggior parte della storia di Johnny Quick di Terra 3 non fu rivelata. Ciò che si sa è che la persona che assumerà l'identità di Johnny Quick nacque con una naturale super velocità e che più tardi trovò un elmetto che gli permetteva di incrementare la sua considerevole velocità ad un livello più alto. Con l'extra velocità garantita dall'utilizzo del suo elmetto ed adottando il nome di "Johnny Quick" cominciò la sua lunga carriera di super criminale. Fu durante uno di questi attacchi che si unì ad una squadra di altri super criminali di Terra 3 con cui fondarono l'organizzazione conosciuta come il Sindacato del crimine d'America. |
| Lanterna Verde | Power Ring           | Per qualche ragione stava cercando del potere mistico e lo trovò quando un monaco matto gli diede una lanterna ed un anello corrispondente di illimitato potere. Accettando i due oggetti, quest'uomo cominciò la sua carriera criminale nei panni di Power Ring. Nel corso degli anni delle sue imprese criminali, si unì ad una squadra con altri quattro super criminali di Terra 3 e fondarono l'organizzazione nota come il Sindacato del Crimine d'America. |
| Joker          | Jokester             | Vittima di bullismo e abusi per la maggior parte della sua vita, Jackie trovò la felicità accanto alla bellissima, ed amata Evelyn Dent, solo per perderla quando si sviluppò la sua doppia identità. Divenne un comico lottatore al Last Laugh Comedy Club, ma qui assistette all'assassinio del proprietario del club da parte del criminale noto come Owlman. Stanco di essere sopraffatto, Jackie ridesignò le sue azioni, concentrandole tutte su Owlman. Aiutato dalla manager Harley Quinn, divenne una specie di eroe per la frustrata popolazione di Gotham per aver ridicolizzato tanto coraggiosamente ogni aspetto del super criminale. La ricompensa di Owlman, tuttavia, fu letale. Harley fu assassinata e la bocca di Jackie fu tagliata per espanderla, lasciandolo con un sogghigno inusuale. Tutta la sanità mentale che possedeva svanì in quel momento quando divenne Jokester, dedicando la sua vita a rovinare ed umiliare Owlman la sua spalla Talon. |
| Lex Luthor     | Alexander Luthor Sr. | Alexander e sua moglie riuscirono solo a salvare il loro figlio, Alexander Jr. ("Alex") dalla completa distruzione della loro realtà, piazzando in una capsula che lo portò su Terra 1. Alexander Luthor, insieme ad ogni altro nativo del suo universo, morì con l'attacco dell'Anti-Monitor. L'essitenza della realtà di terra 3 fu infine cancellata da tutta la storia. Alexander Luthor Jr. sopravvisse non solo alla distruzione della sua Terra natale, ma anche al collasso del Multiverso. Solo lui mantenne i ricordi di Alexander Luthor Sr. e del suo mondo. |
| Lois Lane      | Lois Lane-Luthor     | Nella realtà parallela nota come Terra 3, Lois Lane sposò il più grande campione della Terra, Alexander Luthor. Poco prima dell'evento noto come la Crisi sulle Terre Infinite, I Luthor ebbero un bambino, Alex Jr. Quando l'Anti-Monitor, rilasciò un'onda di anti-materia che spazzò via l'intero Multiverso, Lois ed Alex piazzarono il proprio figlio in una navicella e lo scagliarono lontano dal pianeta prossimo alla distruzione. Alex Sr. e Lois Lane morirono l'uno nelle braccia dell'altra mentre l'anti-materia cancellava per sempre il loro mondo. |
| Enigmista      | Quizmaster           | Edward Nashton era affascinato dai puzzles e dai giochi d'intelligenza fin dalla prima infanzia. Fu accademicalmente attivo - ad un certo punto fu considerato uno degli uomini più intelligenti della Terra - e naturalmente incline all'altruismo. Si sposò ed ebbe dei figli. Operò anche come combattente del crimine sotto il nome di "Quizmaster", diventando infine un membro fondatore della Justice Underground. Fu una spina nel fianco di Owlman e del Sindacato del Crimine d'Amerika per molti anni. |
| Robin          | Talon                | Apprendista di Owlman. Ci furono numerosi Talon, corrispondenti ai Robin della Terra 1. Uno di questi Talon (presumibilmente la versione di Jason Todd di Tim Drake) ebbe una relazione romantica con la figlia del Jokester, Duela Dent, ed era pronto anche al tradimento verso Owlman per stare con lei. Sfortunatamente, la verità portò Jokester a ripudiare Duela. In qualche modo, Duela e uno dei Talon finirono sulla Nuova Terra, dove entrambi passarono del tempo come membri dei Teen Titans. |
| Superman       | Ultraman             | Simile alla storia di Superman, il figlio di Jur-Ul fu mandato dal pianeta Krypton su Terra 3 dove incontrò la Kryptonite per la prima volta nello spazio vuoto che cominciò a cambiarlo in un essere provvisto di poteri ed abilità super umane. Dopo il suo arrivo su Terra 3, il ragazzo crebbe sviluppando nuovi poteri ogni volta che incontrava la Kryptonite. Dopo essere giunto all'età adulta, si rinominò Ultraman e cominciò una vita di conquista e distruzione. Fu durante uno di questi attacchi che incontrò altri quattro superesseri che si misero insieme per numerosi piani al fine di controllare il loro mondo e divennero il Sindacato del Crimine d'America. |
| Due Facce      | Tre Facce            | Evelyn Dent fu una nativa di Terra 3 finché non incontrò la sua fine per mano di Superwoman. Evelyn aveva tre personalità ma nessuna cicatrice a differenza di Harvey Dent ma un braccio cibernetico. Fu amica sia dell'Enigmista che del Joker di Terra 3. Ebbe una figlia, Duela Dent, da quest'ultimo. I quattro formarono la Riddler Family e si opposero alla carriera criminale di Owlman e Talon a Gotham City. Quizmaster fu successivamente ucciso da Ultraman e Jokester pensò che Tre Facce venne uccisa da Superwoman, ma alla fine del numero Crime Society, la fu vista utilizzare alcuni impianti cibernetici più o meno su tutto il corpo. |
| Wonder Woman   | Superwoman           | Simile alla storia di Wonder Woman, Superwoman era conosciuta come Amazzone e aveva tutte le abilità e i poteri della Amazzoni. Ma a differenza della Principessa Diana che era una leader amazzone riconosciuta, questa Amazzone era una rinnegata che lasciò l'Isola Paradiso di sua spontanea volontà dopo che scoprì il mondo esterno. È anche noto che le Amazzoni di Terra 3 non la richiamarono più indietro dal mondo esterno, nonostante tutti gli anni in cui Superwoman fu attiva. Tuttavia si presume che, come alla Wonder Woman di Terra 2, le fu tolta l'immortalità dalle Amazzoni per aver infranto le loro regole e leggi, dato che fu solitamente mostrata con una striscia bianca sui capelli, cosa che indica che stava invecchiando nelle ultime storie in cui comparve. |